# 壽限無
壽限無（じゅげむ）は、2010年（平成22年）に福岡県の川村範光によって育成されたイネ（稲）の品種。酒米の一つである。地元の酒蔵「日野酒造」との共同企画として、「山田錦」を花粉親、「夢一献」を種子親とする交配によって個人育成された。福岡県の2017年（平成29年）産醸造用米の選択銘柄。品種名は、日野酒造の屋号「国の寿」からの一字と、限りなく成長していけるようにという願いが込められている。
熟期は中生の晩で多収。「山田錦」と比べて短稈・強稈で耐倒伏性が強い。有機栽培にも向く。
千粒重は25.6g。線状心白の発現率が高い。